# Kristellscher Schleimpfropf
Der Kristellsche Schleimpfropf (auch Kristellscher Pfropf, Kristeller-Pfropf, engl. Mucous plug of Kristeller) dient der Abdichtung des Zervikalkanals. Er ist benannt nach dem deutschen Gynäkologen Samuel Kristeller (1820–1900).

## Produktion
Er wird von den verzweigten Drüsen (Glandulae cervicales) des Gebärmutterhalses (Cervix uteri) gebildet.

## Funktion

### Im nichtschwangeren Uterus
Im nichtschwangeren Uterus spielt der von den Glandulae cervicales produzierte Schleim neben der Abdichtung der Gebärmutter gegenüber Keimen eine wichtige Rolle bei der Konzeption. Unter dem Einfluss von Hormonen verändert er seine Zusammensetzung und damit seine Konsistenz. Dies kann klinisch einfach mittels Spinnbarkeitsprobe beobachtet werden. Unter dem Einfluss von Östrogenen steigt die Schleimproduktion an. Das Sekret wird damit dünnflüssiger und weniger viskös (Spinnbarkeit nimmt zu). Zum Zeitpunkt der Ovulation hat dies sein Maximum erreicht und damit auch die maximale Durchlässigkeit für den männlichen Samen. In der Lutealphase (zweite Zyklushälfte) wird das Sekret unter dem Einfluss von Progesteron wieder zäher (Spinnbarkeit und Spermiendurchdringbarkeit nehmen wieder ab).

### Im graviden Uterus
Im graviden (schwangeren) Uterus geht der Kristellsche Schleimpfropf in eine sehr zähe Konsistenz über und schützt damit vor dem für Mutter und Kind gefährlichen Aufstieg von Keimen. Außerdem ist er für die Stabilität der Gebärmutter wichtig, damit es nicht zur Frühgeburt kommt.

### Während der Geburt
Mit Einsetzen der Wehentätigkeit und beginnender Eröffnung des Cervix uteri (Gebärmutterhals) verliert er seine Verankerung und ‚geht ab‘. Da dies meist mit einer leichten Blutung verbunden ist, welche man sieht, wird dieser Prozess auch als Zeichnen beschrieben.